# Richard Mylan
Richard Mylan es un actor y exbailarín galés, que interpretó a Oliver Morris en la serie Coupling y que dio vida a Simon Lowsley en la serie británica Waterloo Road.

## Biografía
Está casado con la actriz Catrin Powell, con quien tiene un hijo, Jaco Mylan (2005).

## Carrera
En 1998, apareció por primera vez en la serie Casualty, donde interpretó a Michael durante el episodio "Next of Kin"; Richard apareció en otras tres ocasiones: en 2003, cuando dio vida a Zac en el episodio "Against Protocol"; en 2008 en el episodio "Happiness" como Ian; y a Ben Peters en el 2012 en el episodio "Death and Doughnuts". En 1999 se unió al elenco recurrente de la serie policíaca The Bill, donde interpretó a Leroy Jones hasta 2001. Richard apareció por primera vez en la serie en 1994, cuando interpretó a Terry en el episodio "Work Experience" y más tarde en 1998, cuando interpretó a Glen Bishop durante el episodio "You Pays Your Money".
En 2005 interpretó a Danny Flint en la serie Where the Heart Is hasta 2006. En 2007 se unió al elenco de la serie Grownups, donde interpretó a Chris hasta el final de la serie en 2009.
En 2010 se unió al elenco de la serie médica Doctors, donde interpretó a Will Duncan; había aparecido por primera vez en la serie en 2004, cuando interpretó al doctor Simon Hills durante el episodio "Two Can Play: Part 2". En 2013 se unió al elenco principal de la serie Waterloo Road, donde interpreta a Simon Lowsley hasta ahora. En 2014 se anunció que Richard dejaría la serie ese mismo año.

## Filmografía

### Series de televisión
| Año             | Título                                    | Personaje      | Notas                                                    |
| --------------- | ----------------------------------------- | -------------- | -------------------------------------------------------- |
| 2013 - presente | Waterloo Road                             | Simon Lowsley  | 25 episodios                                             |
| 2012            | Casualty                                  | Ben Peters     | episodio "Death and Doughnuts"                           |
| 2010            | Doctors                                   | Will Duncan    | 24 episodios                                             |
| 2009            | Two Pints of Lager and a Packet of Crisps | Chris          | episodio "Comic Relief Special: When Janet Met Michelle" |
| 2007 - 2009     | Grownups                                  | Chris          | 14 episodios                                             |
| 2007            | My Family                                 | Peter          | episodio "Four Affairs and a Funeral"                    |
| 2005 - 2006     | Where the Heart Is                        | Danny Flint    | 12 episodios                                             |
| 2006            | Belonging                                 | Joe            | 3 episodios                                              |
| 2004 - 2005     | Bad Girls                                 | Ben Phillips   | 5 episodios                                              |
| 2005            | No Angels                                 | Robert Miller  | episodio # 2.4                                           |
| 2005            | According to Bex                          | Hugh           | episodio "Hanging on the Telephone"                      |
| 2004            | Coupling                                  | Oliver Morris  | 6 episodios                                              |
| 2002 - 2004     | Wild West                                 | Harry          | 12 episodios                                             |
| 1999 - 2001     | The Bill                                  | Leroy Jones    | 7 episodios                                              |
| 2000            | Welcome to Orty-Fou                       | L.B. Sparks    | episodio "Beetlemania"                                   |
| 2000            | Border Cafe                               | Beejay         | miniserie                                                |
| 1998            | Silent Witness                            | Rollie Stewart | episodio "Divided Loyalties Part 1"                      |
| 1998            | The Demon Headmaster                      | -              | episodio # 3.5                                           |

### Películas
| Año  | Título                   | Personaje              | Notas |
| ---- | ------------------------ | ---------------------- | --- |
| 2014 | Marked                   | Baz                    | junto a Kiefer Sutherland, Kevin McNally, Pip Torrens, Stephen Fry & Charlotte Hope                             |
| 2010 | Mr Easy Guy              | Dylan                  | corto - junto a Geoff Archer, Ben Davies & Darren Hembrow                                                       |
| 2009 | City Rats                | Ash                    | junto a Tamer Hassan, Ray Panthaki, Susan Lynch, Danny Dyer, Kenny Doughty, James Lance & MyAnna Buring         |
| 2005 | The Upside of Anger      | Jefe de la Discoteca   | junto a Joan Allen, Kevin Costner, Erika Christensen, Keri Russell, Alicia Witt, Evan Rachel Wood & Mike Binder |
| 2004 | The Divine Eugene Hicks  | Eugene                 | corto |
| 2003 | Y Mabinogi               | Pryderi                | junto a Daniel Evans, Jenny Livsey, Matthew Rhys, Sue Jones-Davies, Ioan Gruffudd, Paul McGann & Anton Lesser   |
| 2001 | Dream                    | Conductor del Autobús  | junto a Joe Absolom, Sinéad Cusack, Amy Shaw, Elliot Holbrow, Bryan Dick & Philip Martin Brown                  |
| 2001 | Be.Angeled               | Mike                   | junto a Sólveig Arnarsdóttir, Anatole Taubman, Martin Glade, Marius Frey & Ona Lu Yenke                         |
| 2001 | Score                    | Luke                   | junto a Sue Johnston, Robert Pugh, Alun Armstrong, Mark Lewis Jones & Angeline Ball                             |
| 2000 | Checkout Girl            | Joven Hombre           | corto - junto a Pauline Quirke, Andrew Tiernan, Emma Croft & Louise Blake                                       |
| 1999 | Dead on Time             | Fotógrafo              | corto - junto a Pete Lee-Wilson, Michael Gambon, Nicola Stapleton & Simon Lowe                                  |
| 1998 | The Wisdom of Crocodiles | Miembro de la Pandilla | junto a Jude Law, Elina Löwensohn, Timothy Spall, Jack Davenport & Colin Salmon                                 |
| 1998 | Speak Like a Child       | Sammy (a los 30 años)  | junto a Cal Macaninch, Rachel Fielding & Emma Armitage                                                          |

### Productor
| Año  | Título   | Notas                         |
| ---- | -------- | ----------------------------- |
| 2005 | The Lead | corto - productor consultante |

### Teatro
| Año  | Obra              | Personaje | Director (a) | Teatro                  | Notas                                                            |
| ---- | ----------------- | --------- | ------------ | ----------------------- | ---------------------------------------------------------------- |
| 2008 | Starlight Express | -         | -            | Apollo Victoria Theatre | junto a Paul Baker, Tony Rouse, Dawn Buckland & Deborah Spellman |